# Station Puyoô
Station Puyoô is een spoorwegstation in de Franse gemeente Puyoô.
Het wordt bediend door de treinen van TER Nouvelle-Aquitaine in de richtingen Bayonne, Dax en Pau. 